# Selkentrop

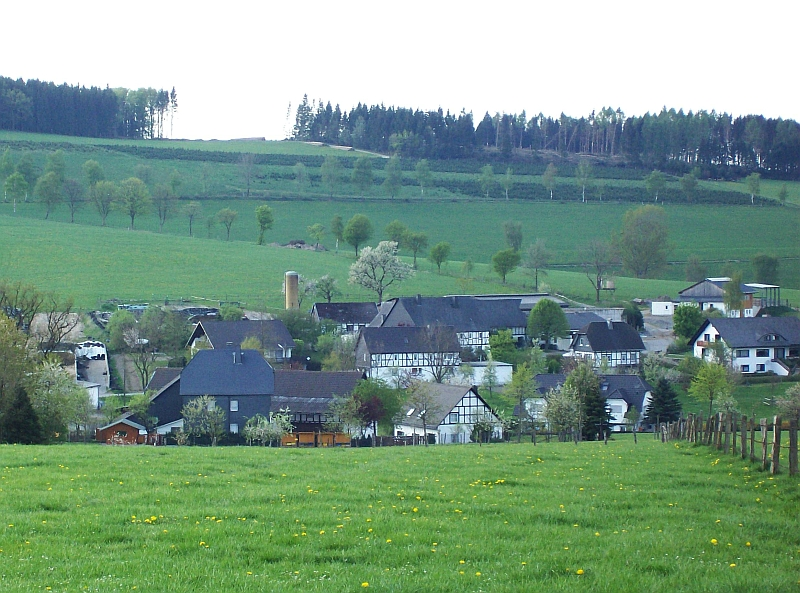
Höfe in Selkentrop

Selkentrop ist ein Ortsteil der Stadt Schmallenberg in Nordrhein-Westfalen.

## Geografie
Das Dorf liegt rund 5 km westnordwestlich von Schmallenberg nahe der L 737. Um das Dorf liegt das Landschaftsschutzgebiet Offenlandkomplex Werntrop/Selkentrop/Felbecke.
Angrenzende Orte sind Werntrop, Kückelheim, Arpe, Oberberndorf, Wormbach und Felbecke.

## Geschichte
1284 vermachte die Wormbacher Pfarrei dem Kloster Grafschaft einen Teil des Zehnten in Selkentrop. Selkentrop war in dieser Zeit schon ein Lehnsgut des Klosters Grafschaft. Zur damaligen Zeit gab es nur zwei Höfe in Selkenrop. 1563 und 1602 wurden im Schatzungsregister sieben Höfe in Selkentrop erwähnt. Bis zur kommunalen Neugliederung in Nordrhein-Westfalen gehörte Selkentrop zur Gemeinde Wormbach. Seit dem 1. Januar 1975 ist Selkentrop ein Ortsteil der Stadt Schmallenberg.

## Religion
Im Jahre 1610 wurde die Kapelle zu Selkentrop erstmals erwähnt. Die renovierungsbedürftige Kapelle wurde 1760 abgerissen. Heute steht im Dorf die 1769 neu erbaute Blasius-Kapelle. Der Altar mit dem Gemälde stammt aus der Pfarrkirche in Wormbach. 1931 wurde der Altar mit Bild und sämtliche Statuen von dem Malermeister Bergenthal aus Oberschledorn renoviert und neu bemalt.

## Wirtschaft
In Selkentrop gibt es landwirtschaftliche Betriebe sowie Ferienwohnungen und einen Landgasthof.